# Tideman Soling
Tideman Soling (* in Lübeck; † 1436 ebenda) war ein deutscher Kaufmann und Ratsherr der Hansestadt Lübeck.

## Leben
Tideman Soling war ein Lübecker Kaufmann und Sohn eines gleichnamigen Lübecker Bürgers. Er wurde 1428 in den Lübecker Rat erwählt. Im selben Jahr wurde er Befehlshaber auf der Lübecker Flotte im Krieg gegen Dänemark. 1429 wurde er Mitglied der patrizischen Zirkelgesellschaft in Lübeck. Er besaß eine Wassermühle in Manhagen, die als Korn- und Papiermühle betrieben wurde. Herzog Johann V. von Mecklenburg schuldete ihm 1435 aus einer Anleihe 1080 Mark Lübisch. In Testamenten Lübecker Bürger wird er mehrfach als Urkundszeuge und als Vormund aufgeführt.
Tideman Soling war mit einer Tochter des Ratsherrn des Neuen Rats vor 1416, dem Lübecker Ratsherrn Hinrich Hönerjeger verheiratet.